# Cuncolim
Cuncolim är en ort i Indien.   Den ligger i distriktet South Goa och delstaten Goa, i den sydvästra delen av landet, 1 500 km söder om huvudstaden New Delhi. Cuncolim ligger 13 meter över havet och antalet invånare är 16 122.
Terrängen runt Cuncolim är platt åt nordväst, men åt sydost är den kuperad. Runt Cuncolim är det ganska tätbefolkat, med 160 invånare per kvadratkilometer. Närmaste större samhälle är Madgaon, 11,5 km norr om Cuncolim. I omgivningarna runt Cuncolim växer huvudsakligen savannskog.